# 모리야마 히로시
모리야마 히로시(森山裕, 1945년 4월 8일~)는 일본의 자유민주당 소속 정치인이다. 7선 중의원 의원으로 자유민주당 총무회장을 역임하고 있다.

## 생애
가고시마현 가노야시 출신으로 중학교를 졸업한 후 가고시마현립 쓰루마루 고등학교에 야간부로 입학하여 일을 하면서 학교를 다녔다. 가고시마현립 가고시마니시 고등학교로 이름이 바뀐 다음 해인 1965년에 고교를 졸업하고 23살 때 중고차 판매업을 시작했다. 1975년 4월 가고시마시의회 의원 보궐선거에 출마해 당선됐으며 1998년까지 7선 의원을 지냈다. 1989년과 1992년~1997년에 의장을 역임했다.
1998년에 치러진 제18회 일본 참의원 의원 통상선거 때 가고시마현 선거구에 자민당 공천을 받아 출마해 당선됐다. 함께 출마했던 이노우에 기치오도 당선되면서 자민당은 9년 만에 가고시마현 선거구를 싹쓸이했다. 2002년 제1차 고이즈미 내각 (제1차 개조) 때 재무대신정무관이 되었다.
2004년 4월 야마나카 사다노리가 사망하면서 가고시마현 제5구에서 보궐선거가 진행됐는데 모리야마는 참의원 의원을 사임한 뒤 출마해 당선됐다. 이후 헤이세이 연구회에 가입했다. 2005년 7월 5일 일본의 우정민영화 법안에 반대했고 그 해 9월 11일에 치러진 제44회 일본 중의원 의원 총선거에서 자민당 공천을 받지 못했다. 하지만 무소속 출마를 감행해 자민당 공천을 받은 신인 정치인에게 승리하여 재선에 성공했다.
2006년 11월 27일 자민당 복당을 신청한 뒤 12월 4일 정식으로 복당했다. 복당 후인 2007년 7월 탈당하기 전의 파벌이 아닌 근미래정치연구회에 가입했다. 8월 29일 제1차 아베 신조 내각 (개조)에서 재무부대신이 되었고 후쿠다 야스오 내각 때까지 유임됐다. 2009년의 제45회 일본 중의원 의원 총선거 때 가고시마현 제5구에 출마해 민주당의 아미야 신스케를 물리치고 3선에 성공했다.
2010년 11월 4일 환태평양 경제 동반자 협정(TPP) 참가의 즉시 철회를 요구하는 모임을 결성해 회장이 되었다. 2012년 제46회 일본 중의원 의원 총선거에 출마해 4선에 성공했으며 중의원 농림수산위원장에 취임했다. 2014년 9월 29일 자민당 TPP대책위원장이 되었고 제46회 일본 중의원 의원 총선거에서 5선 의원의 고지에 올랐다.

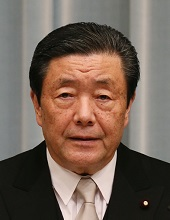
농림수산상으로 입각할 당시의 모리야마 히로시(2015년).

2015년 10월 7일 제3차 아베 신조 내각 (제1차 개조) 때 농림수산대신으로 첫 입각했는데 쌀의 경작 면적을 제한하는 감반 제도의 폐지나 전국농업협동조합중앙회 해체 등을 통해 농정 개혁을 이루고자 하는 사무차관 오쿠하라 마사아키와 대립했다.
2017년 8월 3일 제3차 아베 신조 내각 (제3차 개조) 때 자민당 국회대책위원장에 취임했는데 2021년 10월 14일 퇴임하면서 1,534일이라는 최장 재임 기록을 남겼다. 2개월 뒤인 2017년 10월 치러진 제48회 일본 중의원 의원 총선거에서 6선에 성공했다. 기존 선거구인 가고시마현 제5구가 통폐합되어 사라졌기에 가고시마현 제4구에 출마했었다. 2021년 10월에는 제49회 일본 중의원 의원 총선거에서 7선 반열에 올랐다.
11월 자민당 총무회장 대행이 되었으며 12월 16일 이시하라 노부테루가 낙선하자 뒤를 이어 근미래정치연구회장이 되었다. 2022년 3월 30일 전국치수사방협회장에 취임했으며 8월 10일 자민당 선거대책위원장이 되었다. 2023년 9월 13일에는 총무회장이 되었다.
2024년 9월 30일에 자유민주당 간사장에 취임했다. 당시 모리야마의 나이가 만 79세 5개월이었는데 이는 만 77세 5개월 때 간사장이 된 니카이 도시히로의 기록을 갱신한 것으로 역대 자민당 간사장 중 최고령 취임자가 되었다.
2024년 총선을 앞두고 자민당은 10월 9일에 모리야마의 이름으로 정당교부금에서 공인료 500만 엔과 활동비 1,500만 엔을 자민당 각 지부에 지급할 것을 통지했다. 모리야마는 당세 확대를 위한 활동비라며 교부금은 어디까지나 지부의 자금이지 후보자 개인의 선거 비용으로는 사용되지 않을 것이라고 말했다. 하지만 지난 선거에서 모리야마가 당 본부로부터 받은 교부금 1,500만 엔을 본인의 선거 자금으로 사용한 것이 드러나면서 비판을 받았다. 이후 치러진 총선에서 당선되면서 8선 의원이 되었다.

## 논란

### 폭행사건 연루
가고시마시의회 의장으로 재직중이던 1989년에 시내 폭력단이 폭력 사건을 일으킨 적이 있었다. 그런데 사건이 일어난 현장인 폭력단 사무소에 모리야마가 동석하고 있었고 폭행에 관여했단 의혹으로 현경과 지검에 불려가 조사를 받았다. 모리야마는 "사무소는 1층에 있는데 폭행 사건은 4층에서 일어났고 목격하지 않았다"라며 혐의를 부인했지만 의장직을 사임해야 했다.

### 정치 자금 문제
자민당 가고시마현 제5선거구 지부장으로 재직할 때 현청에서 발주한 해상 공사에서 담합이 있었던 사실이 드러나자 2011년 현청은 연루된 기업들에게 현청 발주 공사에 참여하지 못하도록 조치를 취했다. 그런데 조치를 받은 기업의 관계자들이 2011년부터 3년에 걸쳐 690만 엔 가량을 모리야마에게 정치 헌금으로 준 사실이 2015년에 발각됐다. 모리야마는 사실 관계를 인정한 뒤 받은 돈은 모두 다 돌려줬다고 해명했다. 당시 농수상으로 재직중이기도 했는데 "헌금은 법에 저촉되지 않으므로 사임은 필요하지 않다"라며 물러나지 않겠다고 했다.
한편 일본 공정거래위원회가 담합을 지적한 기간인 2007년~2008년에도 11개 기업이 총 550만 엔을 모리야마에게 제공한 사실이 2010년에 드러났다. 모리야마는 해당 기업들이 담합하고 있는 줄 몰랐다고 해명했다.
이러한 문제와 관련해 2015년 12월 참의원 농림수산위원회에 출석한 모리야마는 "2011년 이후의 담합 기업으로부터 받은 헌금은 1,112만 엔인데 10월 19일까지 모두 돌려줬다"라고 답변했다.
비슷한 시기인 2015년 9월 모리야마는 TPP대책위원장으로 있었는데 이때 일본양계협회장으로부터 현금 20만 엔을 받은 사실도 드러났다. 당시 협회는 일본이 관세 철폐의 대상에서 제외되는 것 등 5개항을 TPP에 포함하도록 정계를 압박하고 있었다.

## 역대 선거 결과
|  | 27.93% |

|  | 82.8% |

|  | 62.58% |

|  | 61.06% |

|  | 83.14% |

|  | 79.05% |

|  | 70.78% |

|  | 69.54% |

|  | 71.97% |